# Waidhofen an der Thaya-Land
Waidhofen an der Thaya-Land är en kommun  i Österrike. Den ligger i distriktet Waidhofen an der Thaya i förbundslandet Niederösterreich, 110 km nordväst om huvudstaden Wien.
Kommunen består av elva orter (Ortschaften) (inom parentes invånarantal 1 januari 2024):

- Brunn (245)
- Buchbach (148)
- Edelprinz (70)
- Griesbach (19)
- Götzweis (118)
- Kainraths (128)
- Nonndorf (82)
- Sarning (37)
- Vestenpoppen (231)
- Wiederfeld (46)
- Wohlfahrts (168)